# Metaperiscyphops insulanus
Metaperiscyphops insulanus là một loài chân đều trong họ Eubelidae. Loài này được Ferrara & Schmalfuss miêu tả khoa học năm 1976.